# National-radikala lägret

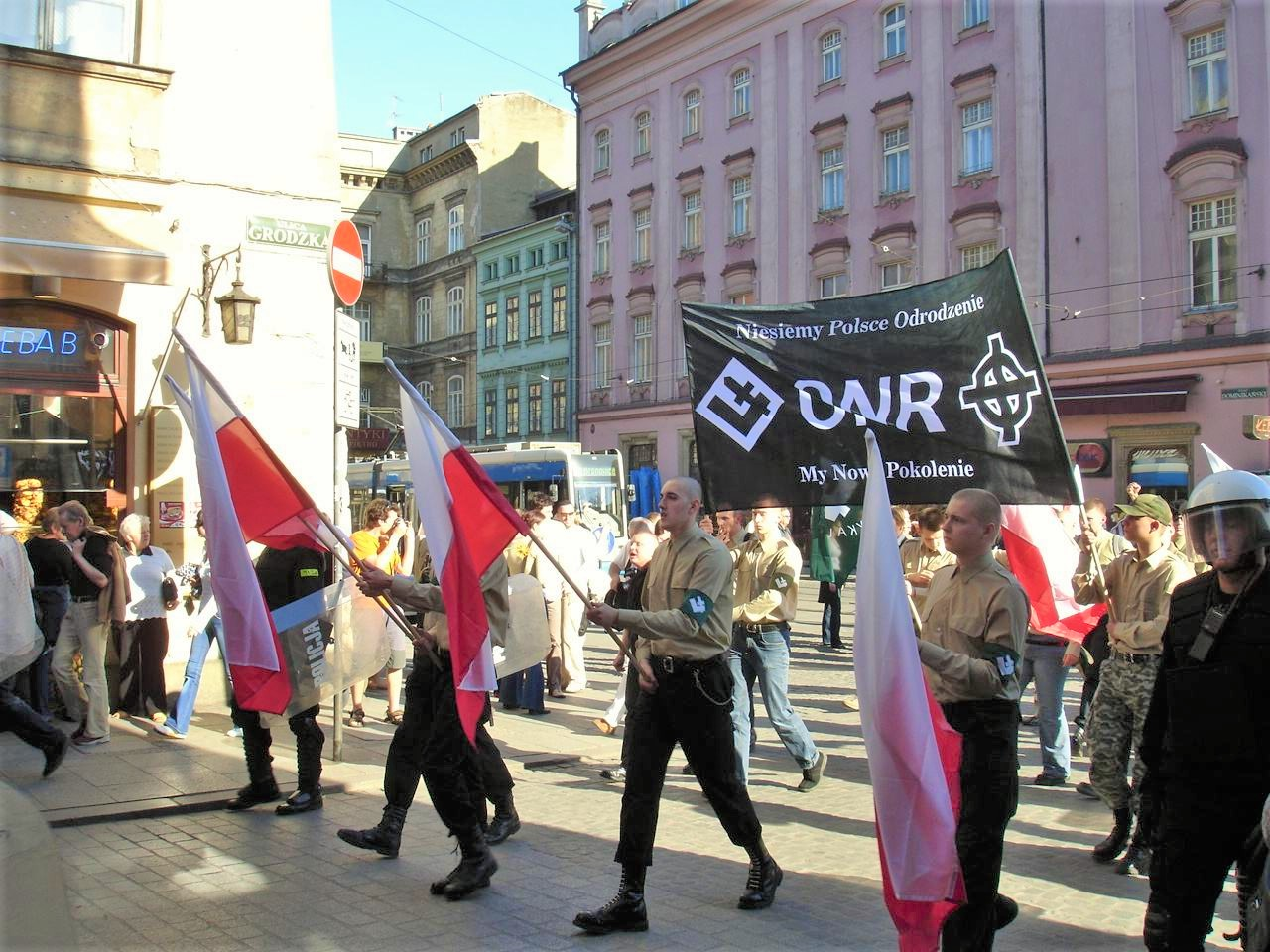
ONR demonstrerar i Krakow.

National-radikala lägret (polska: Obóz Narodowo-Radykalny, ONR) är en högernationell rörelse i Polen. Den grundades 1993 och blev 2003 officiellt registrerad som förening. Sedan 2012 deltar organisationen i valalliansen Nationella rörelsen. ONR är bland annat kända för sitt årliga deltagande i det nationalistiska firandet av Polens nationella självständighetsdag. Sedan 2015 har organisationen etablerat sig i Norge, där de engagerar sig mot flyktingmottagande och muslimer. ONR har även gjort sig kända för antisemitiska aktioner, bland annat då de brände en docka föreställandes en ortodox jude under en demonstration mot invandring. Symboler som används av ONR är den så kallade falanga-symbolen och solkorset.
ONR betraktar sig som ideologisk arvtagare till den militant antisemitiska rörelse med samma namn som var verksam i Polen under mellankrigstiden.